# Mistrovství světa v boxu 2001
XI. mistrovství světa v boxu proběhlo v Belfastu, Spojené království ve dnech 3. až 10. června 2001. Organizátorem turnaje mistrovství světa byla Association Internationale de Boxe Amateur (AIBA).

## Česká stopa
Šéftrenér české reprezentace: Svatopluk Žáček
Na mistrovství světa startovali za Česko 4 boxeři:
- −63,5 kg: Martin Halaš (* 1980) z SKP Sever Ústí nad Labem
- −71 kg: Michal Bilak (* 1980) z BC OSA Praha
- −75 kg: Ladislav Kutil (* 1976) z BC OSA Praha
- −91 kg: Stanislav Bártek (* 1973) z ABK Opava/SKP Sever Ústí nad Labem

## Výsledky
| Muži     | Zlato                      | Stříbro                   | Bronz                   | Bronz                        |
| -------- | -------------------------- | ------------------------- | ----------------------- | ---------------------------- |
| –48 kg   | Yan Bartelemí (CUB)        | Marian Velicu (ROU)       | Harry Tañamor (PHI)     | Ronald Siler (USA)           |
| –51 kg   | Jérôme Thomas (FRA)        | Volodymyr Sydorenko (UKR) | Georgij Balakšin (RUS)  | Aleksandar Aleksandrov (BUL) |
| –54 kg   | Guillermo Rigondeaux (CUB) | Agasi Ağagüloğlu (TUR)    | Elio Rojas (DOM)        | Serhij Danylčenko (UKR)      |
| –57 kg   | Ramaz Palijani (TUR)       | Galib Džafarov (KAZ)      | Majid Jelili (SWE)      | Joni Turunen (FIN)           |
| –60 kg   | Mario Kindelán (CUB)       | Volodymyr Kolesnyk (UKR)  | Filip Palić (CRO)       | Alexandr Maletin (RUS)       |
| –63,5 kg | Diogenes Luna (CUB)        | Dimitar Štiljanov (BUL)   | Willy Blain (FRA)       | Jurij Zolotov (UKR)          |
| –67 kg   | Lorenzo Aragon (CUB)       | Anthony Thompson (USA)    | Sherzod Husanov (UZB)   | James Moore (IRL)            |
| –71 kg   | Damián Austín (CUB)        | Marian Simion (ROU)       | Ciro Di Corcia (ITA)    | Bülent Ulusoy (TUR)          |
| –75 kg   | Andrej Gogolev (RUS)       | Oʻtkirbek Haydarov (UZB)  | Carl Froch (ENG)        | Yordanis Despaigne (CUB)     |
| –81 kg   | Jevgenij Makarenko (RUS)   | Viktor Perun (UKR)        | Claudio Rîșco (ROU)     | John Dovi (FRA)              |
| –91 kg   | Odlanier Solís (CUB)       | David Haye (ENG)          | Vjačeslav Uzelkov (UKR) | Sultanachmed Ibragimov (RUS) |
| +91 kg   | Ruslan Čagajev (UZB)       | Oleksij Mazikin (UKR)     | Pedro Carrión (CUB)     | Vitalij Boot (GER)           |

## Medailová bilance
V boxu se rozdělilo celkem 12 sad medailí.
| Pořadí | Stát                         |       | Muži    | Muži  | Muži | Celkem |
| Pořadí | Stát                         | Zlato | Stříbro | Bronz |      | Celkem |
| ------ | ---------------------------- | ----- | ------- | ----- | ---- | ------ |
| 1.     | Kuba (CUB)                   |       | 7       | 0     | 2    | 9      |
| 2.     | Rusko (RUS)                  |       | 2       | 0     | 3    | 5      |
| 3.     | Turecko (TUR)                |       | 1       | 1     | 1    | 3      |
| 3.     | Uzbekistán (UZB)             |       | 1       | 1     | 1    | 3      |
| 5.     | Francie (FRA)                |       | 1       | 0     | 2    | 3      |
| 6.     | Ukrajina (UKR)               |       | 0       | 4     | 3    | 7      |
| 7.     | Rumunsko (ROU)               |       | 0       | 2     | 1    | 3      |
| 8.     | Bulharsko (BUL)              |       | 0       | 1     | 1    | 2      |
| 8.     | Anglie (ENG)                 |       | 0       | 1     | 1    | 2      |
| 8.     | USA (USA)                    |       | 0       | 1     | 1    | 2      |
| 11.    | Kazachstán (KAZ)             |       | 0       | 1     | 0    | 1      |
| 12.    | Chorvatsko (CRO)             |       | 0       | 0     | 1    | 1      |
| 12.    | Dominikánská republika (DOM) |       | 0       | 0     | 1    | 1      |
| 12.    | Finsko (FIN)                 |       | 0       | 0     | 1    | 1      |
| 12.    | Německo (GER)                |       | 0       | 0     | 1    | 1      |
| 12.    | Irsko (IRL)                  |       | 0       | 0     | 1    | 1      |
| 12.    | Itálie (ITA)                 |       | 0       | 0     | 1    | 1      |
| 12.    | Filipíny (PHI)               |       | 0       | 0     | 1    | 1      |
| 12.    | Švédsko (SWE)                |       | 0       | 0     | 1    | 1      |
| Celkem | Celkem                       |       | 12      | 12    | 24   | 48     |